# زویا خالقی
زویا خالقی (زادهٔ ۴ خرداد ۱۳۷۲، کرمان) بازیکن  والیبال زن اهل ایران است.
زویا خالقی یکی از خوش استایل ترین بازیکنان والیبال ایران که میتواند لقب بهترین سرعتی زن ایران را یدک بکشد.
زویا در سال ٢٠١۵ در مسابقات قهرمانی امیدهای آسیا با تیم ملی زیر ٢٣ سال ایران شرکت کرد که متاسفانه به مقامی بهتر از هشتمی نرسیدند.
زویا خالقی عضو تیم والیبال باریج اسانس کاشان در مسابقات والیبال قهرمانی باشگاههای آسیا در سال ٢٠٢٢ در کشور قزاقستان بود که با این تیم به مقام چهارم این رقابت ها دست یافت.

## زندگی شخصی
زویا خالقی خواهر خانم زهره خالقی کاپیتان و ستاره سالهای نه چندان دور تیم ملی بسکتبال ایران است. زهره خالقی ستاره ای بود که شانس این را داشت که اولین لژیونر بسکتبال ایران باشد همچنین او پس از دریافت پیشنهاد مالی خوب برای پیوستن به لیگ امارات ، با غیرت خود و به دلیل استفاده از نام جعلی لیگ این کشور ، راهی امارات نشد.

## افتخارات ورزشی
قهرمانی زنان آسیا:
- مقام چهارم: کسب مقام چهارم مسابقات جام باشگاه های آسیا ٢٠٢١-٢٢ که در کشور قزاقستان برگزار شد که با قهرمانی کوانیش سیتی قزاقستان به پایان رسید. [۸]

لیگ برتر والیبال کشور:
- قهرمانی: لیگ ١۴٠٠ (به همراه باریج اسانس کاشان)[۹]
- قهرمانی: لیگ ١٣٩٩(به همراه سایپا تهران)[۱۰]
- نایب قهرمانی: لیگ ١٣٩۴ (به همراه دانشگاه آزاد تهران)[۱۱]